# Tolosa (Guipuscoa)
Pour les articles homonymes, voir Tolosa.
Tolosa (prononcer « Tolocha ») est une commune du Guipuscoa dans la communauté autonome du Pays basque en Espagne. Elle possède des entreprises importantes dans le secteur industriel, mais la majorité d'entre elles sont issues du secteur de la fabrication de fournitures de bureau. Elle est dotée des services de santé, de banques, de commerces, d'administrations et de tribunaux. Son marché de haricots est réputé dans tout le Nord de l'Espagne.

## Toponymie
La localité est appelée de la même manière en basque et en espagnol. Ses habitants reçoivent le nom de Tolosanos en espagnol ou Tolosarrak en basque, mais il n'existe pas de gentilé en français.

## Quartiers
- Arramele (San Juan de)[3],[4]: Au nord-est de la ville, ancienne commanderie de l'ordre de Saint-Jean de Jérusalem (grand prieuré de Navarre)[note 1].

## Histoire
Le territoire du Guipuscoa a été incorporé à la Castille en 1200. En 1256, le roi Alphonse X le Sage a accordé la juridiction à Tolosa. Dans cette juridiction on accordait aux habitants de Tolosa des privilèges, privilèges dont ne disposaient pas les habitants des villages proches, ni ceux d'autres provinces. A également disposé la fortification Tolosa, Ordicia et de Segura, des points frontaliers avec la Navarre. La ville originelle est édifiée dans une île séparée par un bras de l'Oria qui passait par l'actuelle rue de la Rondilla (précédemment Pablo Gorosábel) et est totalement entourée de remparts, avec six portes dotées de tours de défense (portes de Castille, Arramele, Navarre, casa de las Damas, Matadero et de Nuestra Señora du Socorro).
En 1282, elle souffre d'un incendie qui la détruit. Sanche IV le Brave accorde de nouveaux privilèges pour favoriser sa reconstruction et l'arrivée de nouveaux habitants. Il libèrera de tout impôt à la Couronne (Vitoria, 20 avril 1290), privilèges confirmés postérieurement par Ferdinand IV et Alphonse XI.
Toutefois, le maintien de ces privilèges a été parfois problématique, comme quand dans les 1463 le collecteur Jacob Gaón a exigé le paiement de l'impôt appelé pedido aux Tolosans. Ceux-ci lui ont répondu qu'ils étaient exempts du paiement, par les dispositions approuvées par le roi. Gaón les a menacés, et plusieurs d'entre eux l'ont tué, l'ont décapité et ont exposé sa tête tout en haut d'un Pilori, comme punition pour avoir mis à Tolosa tout en haut de leur liste de collectes. Le roi Henri IV s'est adressé à Tolosa à venger son décès, mais les auteurs se sont enfuis de la ville. Le roi a envoyé démolir la maison dans laquelle on avait commis le crime. Il n'est pas arrivé à exécuter aux auteurs, puisqu'avant de les attraper lui est arrivée une demande des assemblées du Guipuscoa lui demandant pardon pour les Tolosans, et, exposant les arguments de ceux-ci, Henri IV a reconnu qu'ils étaient exempts de ce paiement.

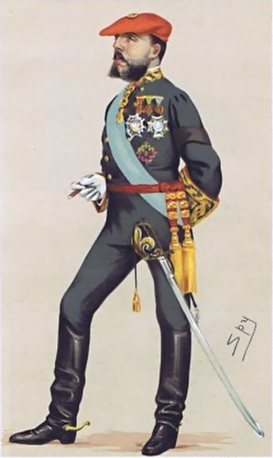
Le prétendant Carlos VII, dans une lithographie de la revue britannique Vanity Fair (1876).

L'insécurité régnante depuis le XIVe siècle fait que pendant deux siècles plusieurs villes et villages se sont unis et séparés du conseil de Tolosa. Parmi elles Abaltzisketa, Aduna, Albiztur, Alegia, Alkiza, Altzo, Amasa, Amezketa, Andoain, Anoeta, Asteasu, Baliarrain, Belauntza, Berastegi, Berrobi, Elduaien, Ernialde, Ezama, Gaztelu, Ibarra, Ikaztegieta, Irura, Laskoain, Leaburu, Lizarra, Lizartza, Orendain, Orexa, Iurre et Zizurkil. Tolosa s'engage à la défense de villes, qui restent sous la juridiction du maire, et elles sont assignées généralement aux privilèges et aux juridictions de celle-ci. Pendant le XIVe siècle plusieurs désaccords avec ces villes se produisent, et un conflit avec Saint-Sébastien pour les cas Andoain, Aduna et d'Alkiza, qui est réglé en 1479 avec le passage de ces trois villes sous la juridiction donostiarra.
En 1469 elle souffre d'un autre incendie important, et d'un autre encore, le plus grand en 1503 qui a affecté même l'église paroissiale, bien qu'étant isolée. On lui accorde deux nouveaux privilèges pour aider dans leur reconstruction et les Rois Catholiques libèrent un ordre par lequel le corrégidor de la province réside à Tolosa quand il ne visitera pas les autres villes.
Le 9 août 1794, pendant la guerre de la Convention, les troupes françaises ont occupé Tolosa. Durant la guerre de l'indépendance, elle a été occupée une autre fois. Elle a entretemps été dominée par l'armée napoléonienne et a souffert d'attaques des guérillas de la zone.
Tolosa a été une des villes les plus importantes du territoire contrôlé par les carlistes dans la guerre civile de 1872-1876, raison pour laquelle elle a été un des sièges périodiques le Cuartel Real .
De 1854 à 1856 sous le gouvernement des progressistes, Tolosa a été la capitale du Guipuscoa durant 2 années en cédant plus tard la titularité à Saint-Sébastien, avec le transfert conséquent de la députation, de toute la gestion et gouvernement à la nouvelle capitale de la province.

## Patrimoine

### Patrimoine civil
- Archives provinciales du Guipuscoa : construit en 1904 par l'architecte Antonio Cortázar, qui a été l'un des premiers à construire en béton dans la province. Depuis le XVIe siècle, Tolosa était déjà le siège des archives provinciales, située précédemment dans la paroisse.
- Arènes (zezen plaza / plaza de toros) : inaugurée le 24 juin 1903 (l'inauguration était prévue pour Bombita, de son vrai nom Ricardo Torres Reina, mais à cause d'une blessure, il fut remplacé par Bonarillo et Guerrerito), d'une circonférence de 37,5 m avec une allée de 1,8 m et 5 300 places. Outre les corridas, ont lieu des compétitions de sport basque (Korrikalaris (course à pied pour récolter des fonds pour les écoles en langue basque), aizkolariak, souleveurs de pierres, etc.). Les carnavals de la ville ont été le centre névralgique, en courant derrière les taureaux tous les après-midi après avoir bu de l'eau-de-vie depuis le jour de Jueves Gordo (« gros jeudi ») et le matin du mardi de Carnaval.
- Palais Idiakez : construit en 1605, il est édifié sur la paroi, dans la zone de l'ancienne porte de Navarre. Le bâtiment actuel est estimé construit au XVIIIe siècle, après lequel un incendie détruira la maison-tour précédente. Sa façade principale est en pierre de taille (ferme la place Zaharra), tandis que ce qui est postérieur est de brique en dents de scie sur la rivière. En 1794, Félix María Samaniego l'a occupé quand il a exercé la fonction de maire de Tolosa. Le bâtiment est aujourd'hui le siège social du casino de Tolosa.

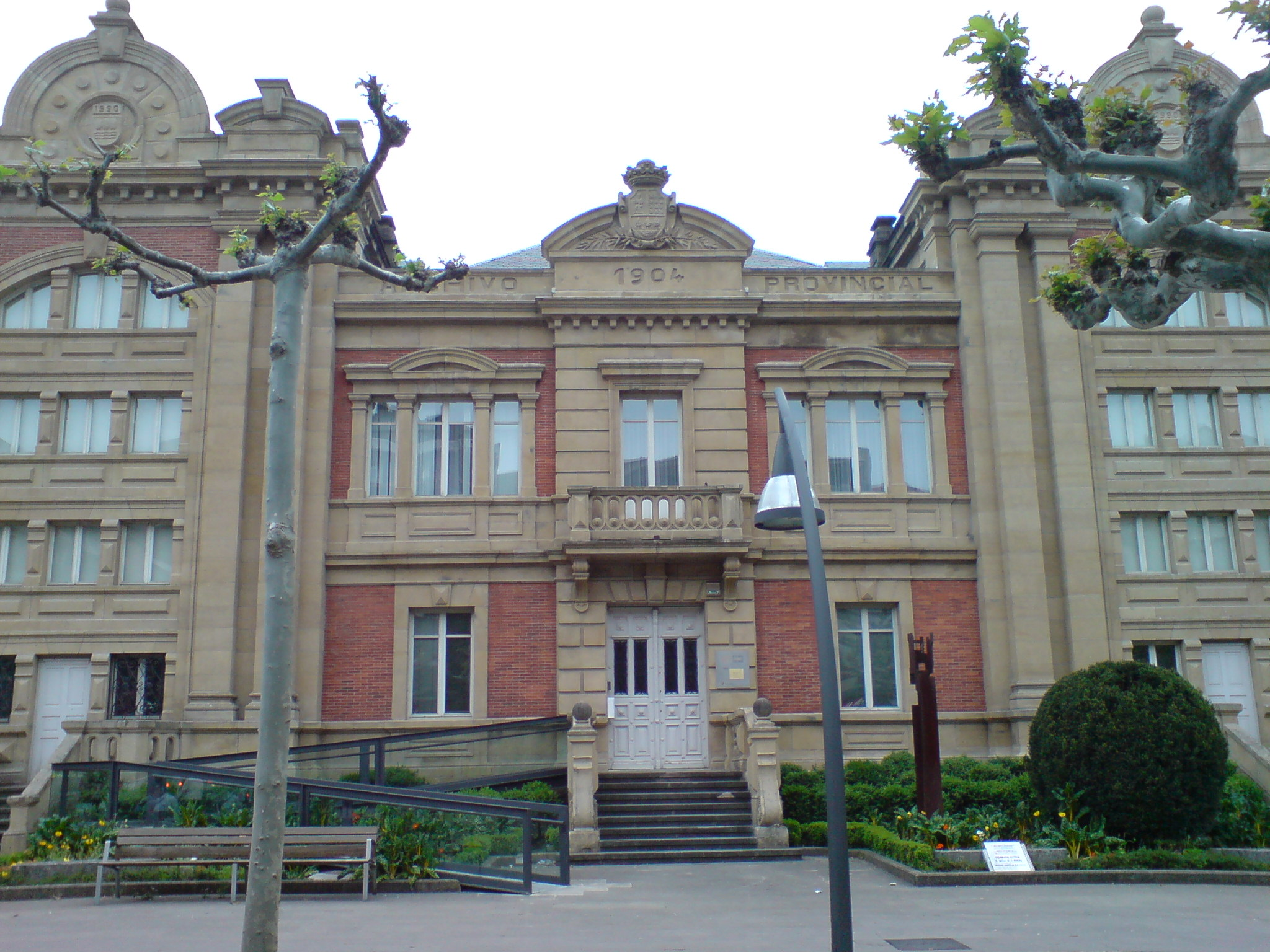
Archives provinciales.
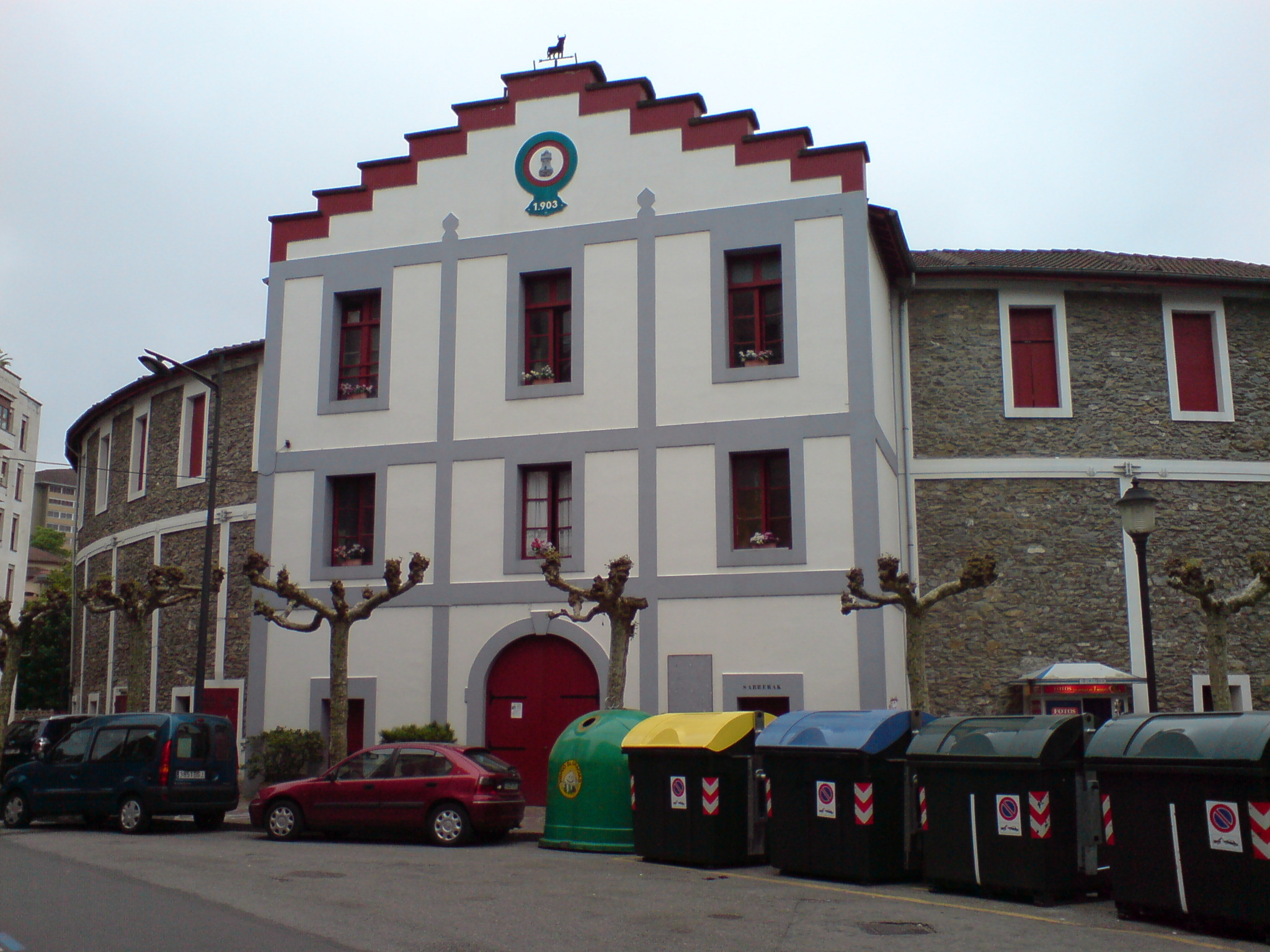
Les arènes.
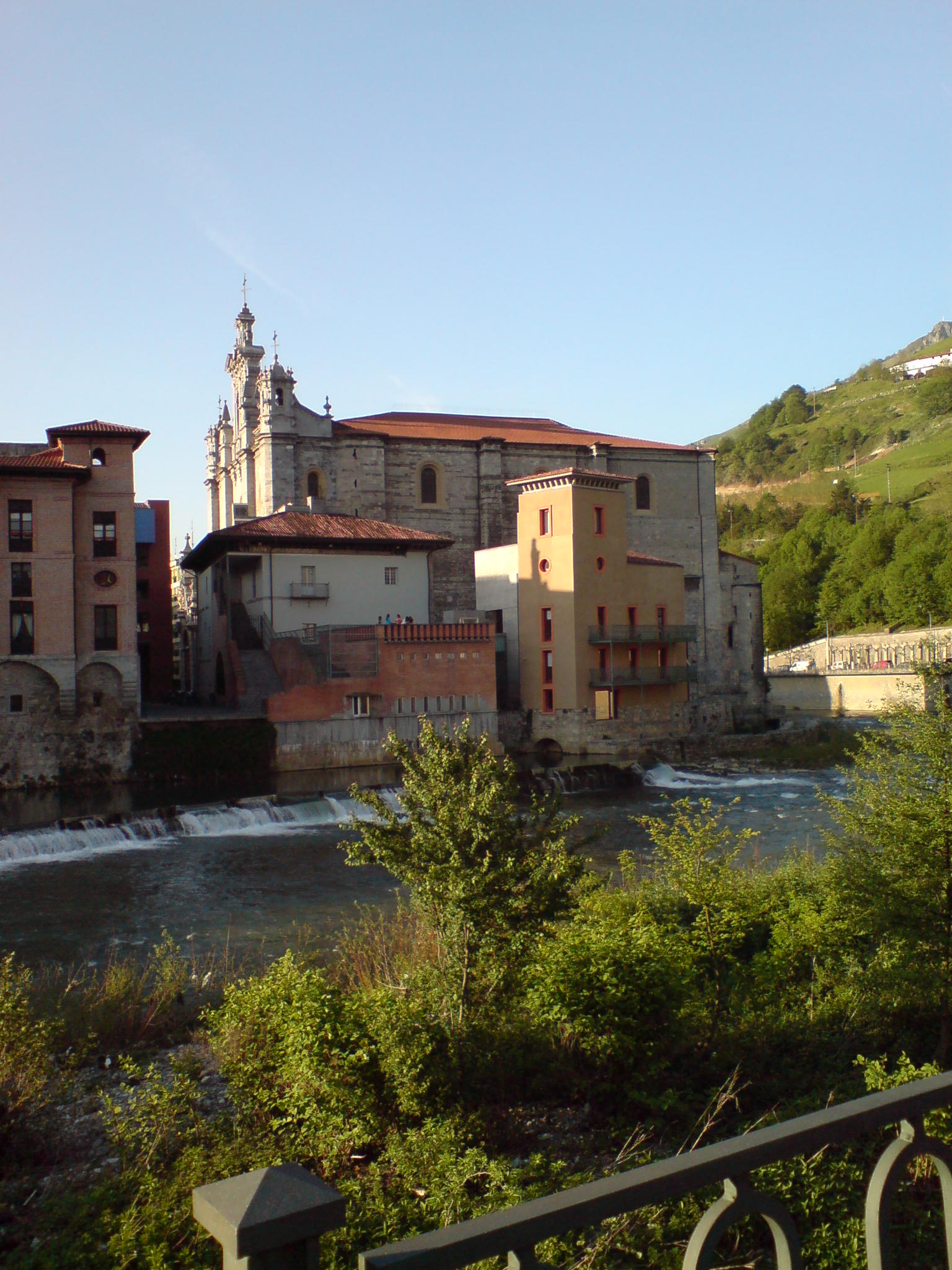
Le palais Idiakez, le moulin, et l'église de Santa Maria.

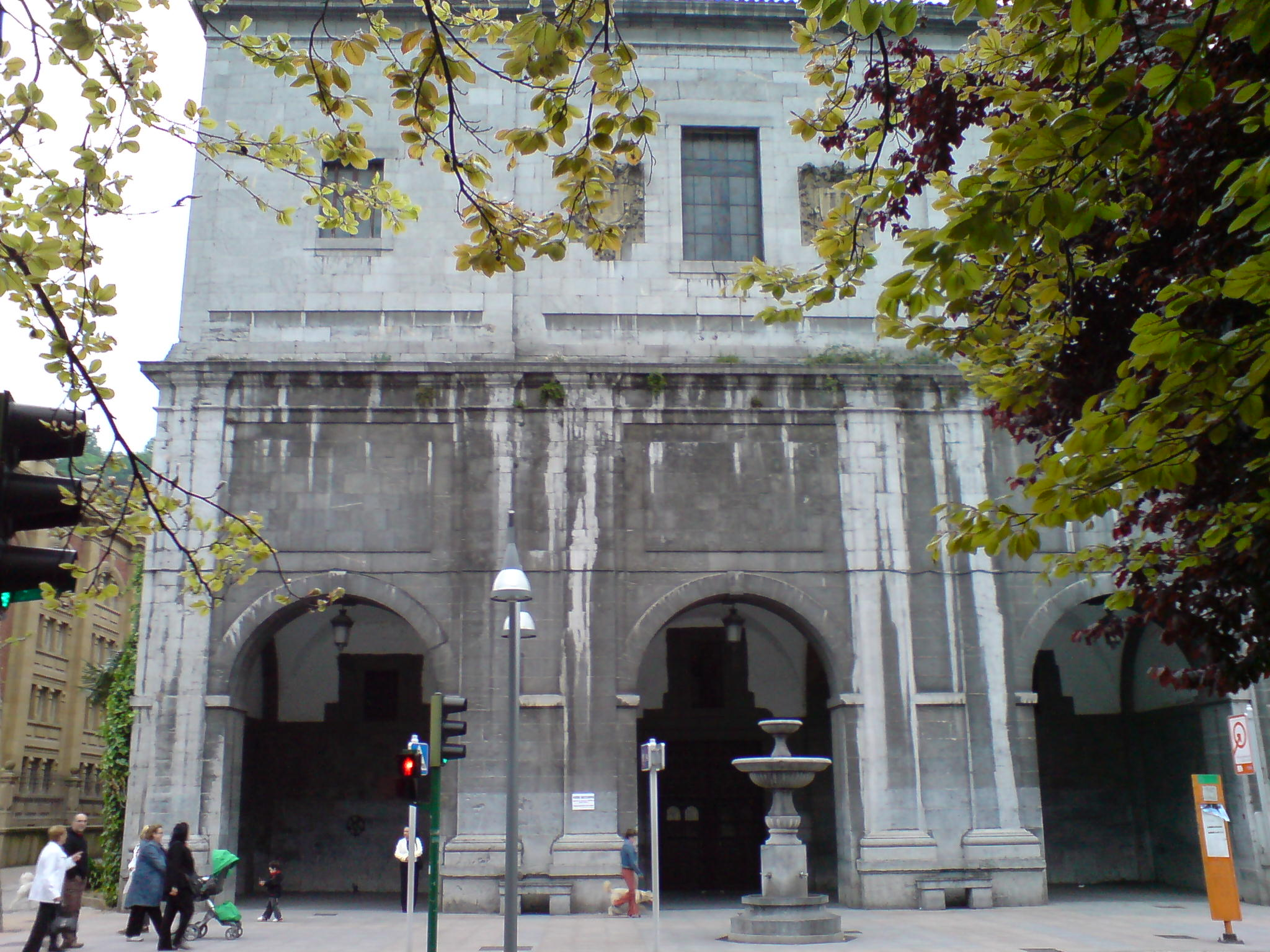
Le couvent de San Frantzisko.

### Patrimoine religieux
- Couvent de San Frantzisko situé à la sortie du Camino Real à Castille. De plante basilical, il a été construit vers 1676 par Nicolás Zumeta et d'Agustín de Lizarraga. Souligner le retable de son autel la plus grande et hotte des Antia.

- Église Santa Maria : avec 1 630 mètres carrés de surface actuellement[Quand ?]. L'église originale a été touchée par l'incendie de 1503, et jusqu'en 1548 n'ont pas pu entamer les travaux par manque d'argent. On édifie alors un bâtiment avec trois hautes nefs achevées par des contreforts en faux croisés, soutenues par six colonnes, dans la variante locale du gothique appelée gothique basque. En 1761 Martín de Carrera la dote de l'actuelle façade baroque avec l'espadaña [8] central et deux tours unies par balustrade, et des années plus tard on ajoute l'atrium. Au XIXe siècle Silvestre Pérez[9] effectue des travaux de restauration avec coupe néo-classique. Elle possède d'un retable central, et dans une des hottes latérales on garde le portail romano-gothique de l'ermitage de San Esteban, qui a été détruit par une inondation.

## Personnalités liées à la commune
- Periko Alonso : footballeur et entraîneur né en 1953
- Mikel Alonso (1980) : footballeur
- Xabi Alonso (1981) : footballeur
- Ainhoa Arteta (1964) : soprano
- Felipe Dugiols :
- Martín de Gaztelu : secrétaire d'État de l'empereur Charles Ier d'Espagne
- Juan Garmendia Larrañaga: écrivain
- Juanma Lillo : entraîneur de football né en 1965
- Eduardo Mocoroa : musicien
- Justo Mª Mokoroa : frère des écoles et écrivain en langue basque (1901-1990)
- Edurne Pasaban : alpiniste née en 1973

## Jumelages
- Ustaritz (France) depuis 1989[10]
- Charleville-Mézières (France)